# Johann Parum Schultze
Johann Parum Schultze (ur. 1677, zm. 1740) – drzewiański kronikarz niemiecki oraz etnograf. Autor kroniki „Die Wendländische Bauernchronik” dokumentującej losy i obyczaje słowiańskiego plemienia Drzewian zamieszkujących Niemcy do XVIII wieku był sołtysem we wsi Süthen koło Lüchow (Wendland). Kronika napisana w roku 1730 w języku niemieckim oprócz słownika zawierała także wzory rozmów niemiecko-drzewiańskich. Kronika ta oparta jest na opowiadaniach rodziny autora, noszącej nazwisko Niebur i opisuje ostatnią epokę w historii Drzewian od czasów wojny trzydziestoletniej.